# Лотарингский крест

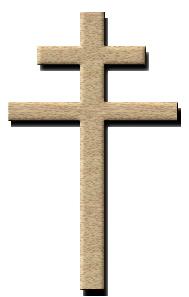
Лотарингский крест.

Лотарингский крест на флаге Эльзас-Лотарингии

Лотарингский крест (фр. Croix de Lorraine), также известный как «анжуйский крест» (фр. Croix d'Anjou), Юникод U+2628 (☨) — геральдическая фигура, представляющая собой крест с двумя поперечинами. Название происходит от Лотарингии — области на границе Франции и Германии, чьим символом является лотарингский крест.
Лотарингский крест схож с патриаршим крестом, однако на патриаршем кресте поперечины, как правило, расположены в верхней части креста, а верхняя поперечина короче нижней. Но могут располагаться по центру с равными по длине поперечными перекладинами. Лотарингский же крест также может изображаться с двумя равными по длине поперечинами; при этом они могут располагаться не только в верхней части фигуры. Этот крест является также крестом Элладской православной церкви. Он использовался, например, в Средние века в Беларуси и часто встречается там в настоящее время (герб Бойча).

## Происхождение лотарингского креста
Крест получил своё название от Лотарингии — провинции на границе Франции и Германии. В Средние века это было крупное герцогство в составе Священной Римской империи. В крестовом походе в 1099 году Иерусалим был взят, а победа была посвящена герцогу Лотарингии.
Существует ряд версий появления креста с двумя перекладинами в Лотарингии. Одна из них связывает его с именем лотарингского короля Цвентибольда (франкское произношение славянского имени Святополк), правившего в 895—900 годах. Он был незаконнорождённым сыном германского императора Арнульфа Каринтийского и крестником короля Великоморавской державы Святополка I (именно в его честь Цвентибольд получил своё имя). Эта версия не получила широкого распространения — в первую очередь потому что, хотя связи Лотарингии и Великоморавской державы несомненны, свидетельства использования такой формы креста в Лотарингии того времени отсутствуют.
Наиболее распространённая версия выводит в качестве источника появления креста в геральдической практике Людовика I, герцога Анжуйского (1356—1360). При этом крест выступает в качестве символа реликвии — «Истинного креста», попавшей во Францию намного раньше. Традиция связывает эту реликвию с именем латинского патриарха Константинополя Гервазия (умершего в 1219 году), от которого она попала к Фоме, епископу Иерапетры (на острове Крит), им была продана в 1241 году Жану Аллюи, а Жан Аллюи в 1244 году продал её аббатству Буасье в Анжу. Здесь крест становится одной из реликвий анжуйской династии, и начиная с Людовика I используется в качестве одного из её династических символов — в частности, на знамёнах, монетах и т. д.
Рене Анжуйский сделал шестиконечный крест личной эмблемой, а его внук, Рене II Лотарингский, использовал шестиконечный крест в битве при Нанси (1477 год) против герцога Бургундии Карла Смелого в качестве отличительного знака, в противовес бургундскому андреевскому кресту. Именно с этого времени крест получает наименование «лотарингского» и, в частности, попадает на некоторые городские гербы. Герцоги Лотарингские использовали шестиконечный крест в качестве вспомогательного элемента личных гербов.

## Использование
Крест с двумя поперечинами используется в государственной символике Венгрии, Литвы и Словакии; в 1991—1995 годах использовался в государственном гербе Беларуси (геральдический символ Бойча). В 1940—1944 годах использовался как государственный символ Свободной Франции. В католицизме — обязательный элемент кардинальского герба.
Кроме того, с 1902 года (по предложению Ж. Сельсиро) лотарингский крест является символом борьбы против туберкулёза.

## Крест с равновеликими перекладинами
В узком геральдическом смысле, обе поперечины лотарингского креста равновелики и равноудалены от геометрического центра креста. В такой форме крест запечатлен на современном гербе и государственных наградах Литвы (шестиконечный крест — главный элемент герба Ягеллонов c 1386).

Крест с равновеликими перекладинами
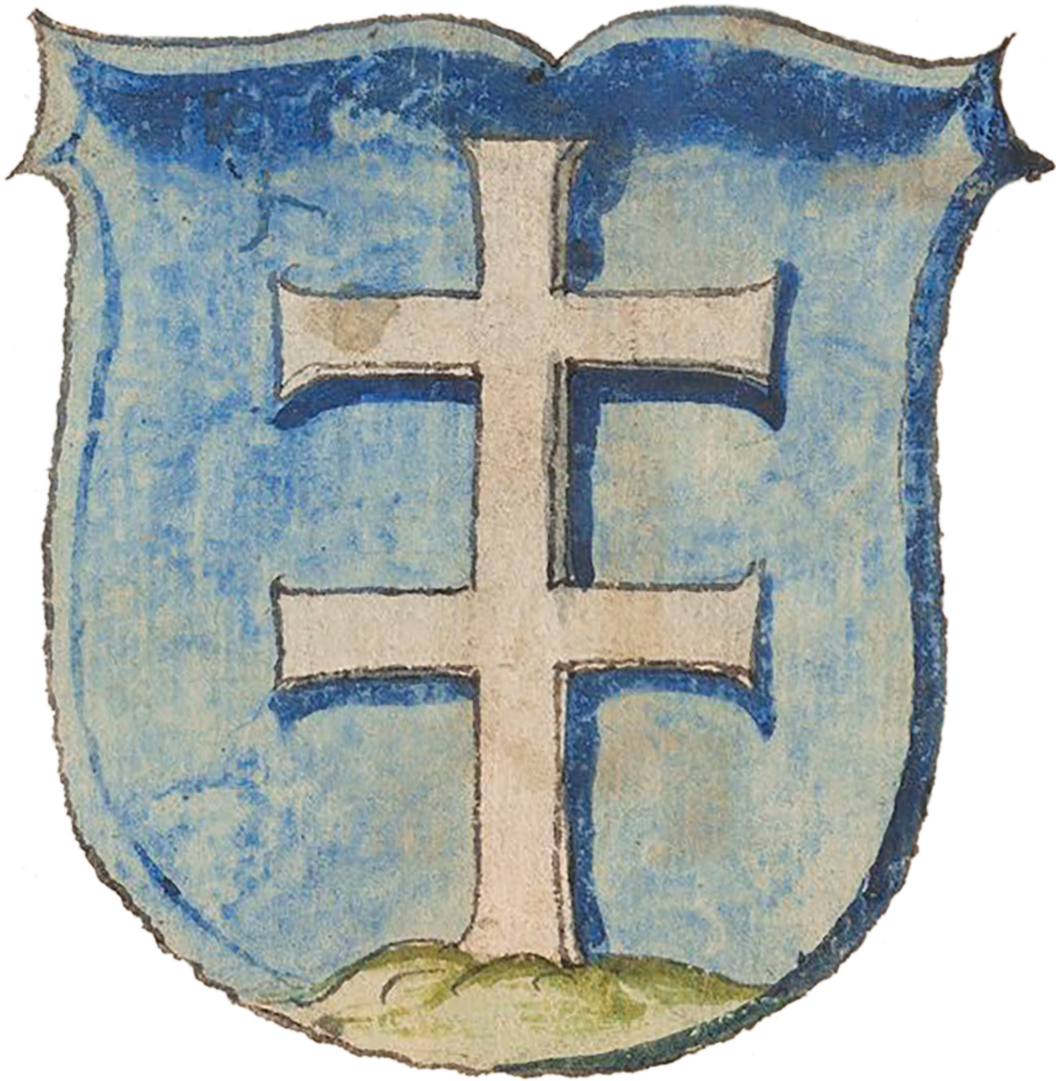
Герб Ягеллонов. С правления Ягеллончика поперечины приобретают одинаковую длину
Герб Литвы с 1991 г.
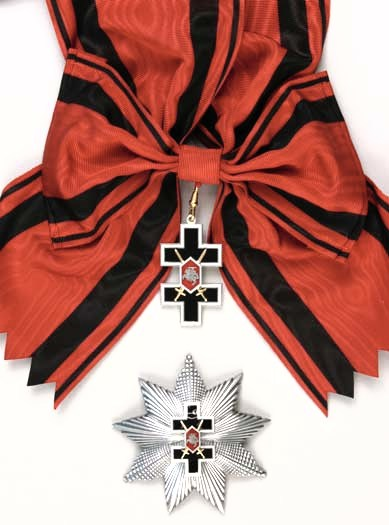
Знак ордена Креста Витиса
Герб Верхнедвинска

## Крест с неравными перекладинами
Во французской геральдике распространён лотарингский крест, верхняя перекладина которого короче нижней (но существенно больше половинной длины нижней перекладины). Обе перекладины по-прежнему равноудалены от геометрического центра креста или незначительно смещены кверху.

Крест с перекладинами разной длины
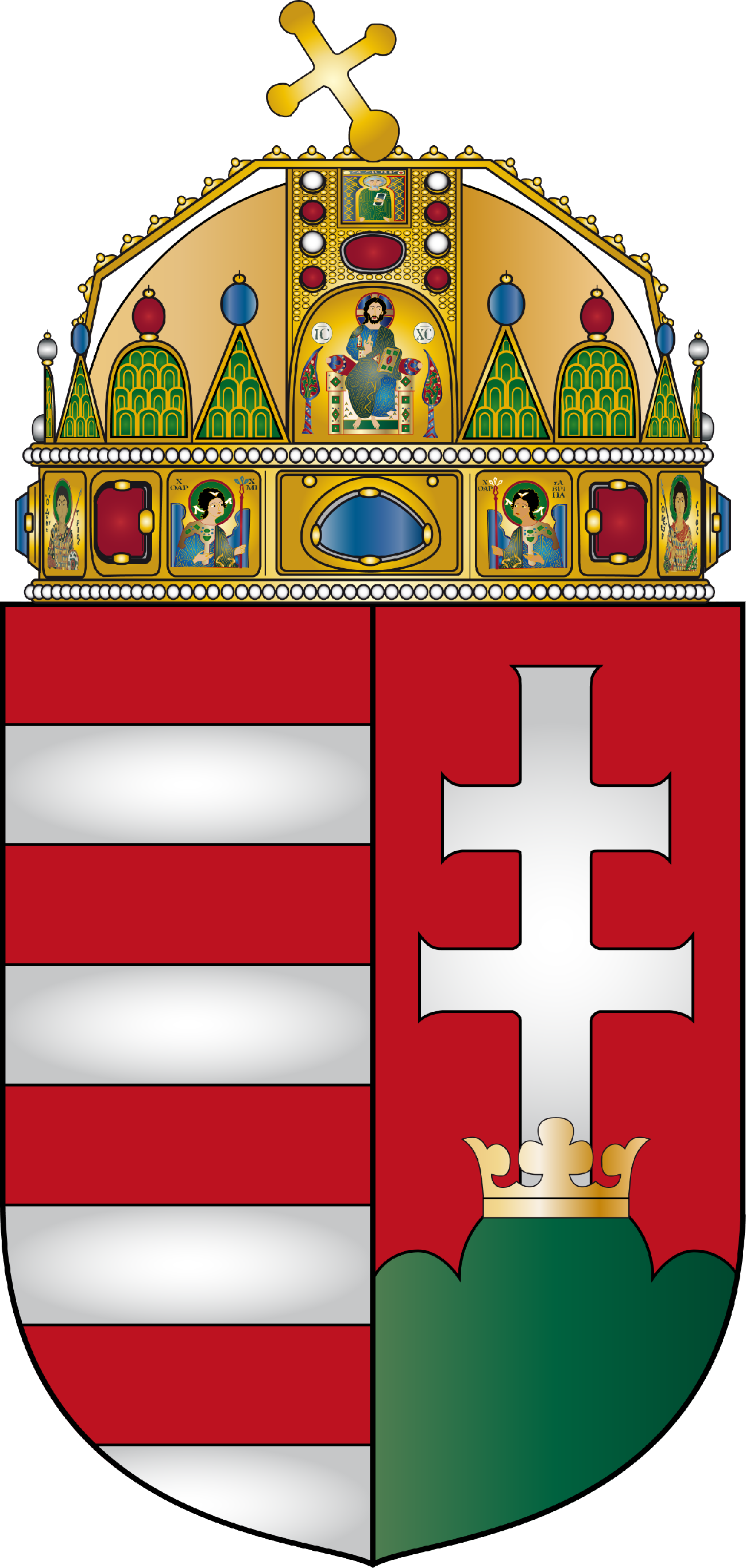
Герб Венгрии
Герб Словакии — Dvoikryz, двойной крест
Герб Ягайлы. Из гербовника Armorial Lyncenich, XV век
Герб Беларуси 1991—1995 годов
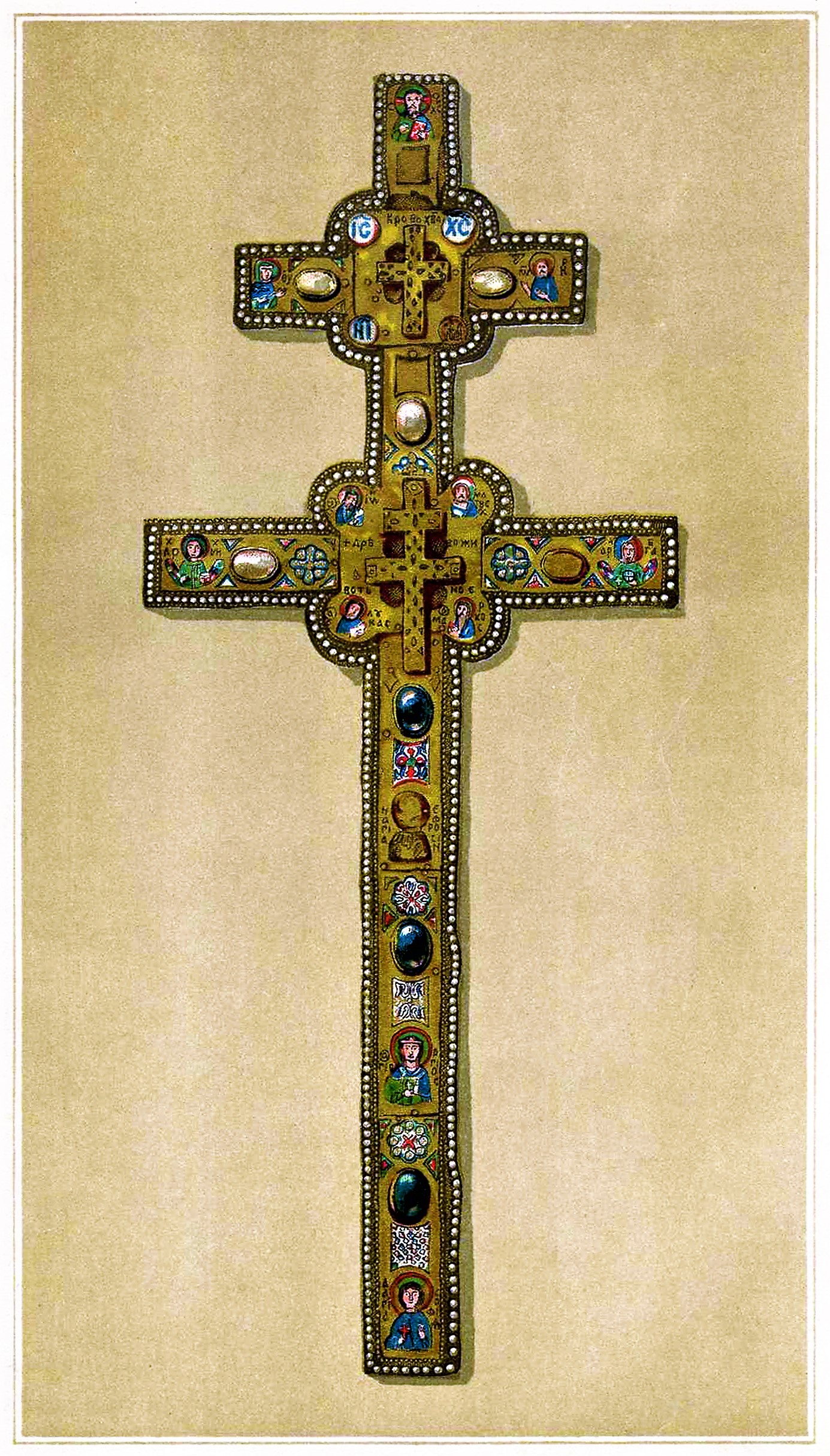
Крест Евфросинии Полоцкой

## Крест Свободной Франции

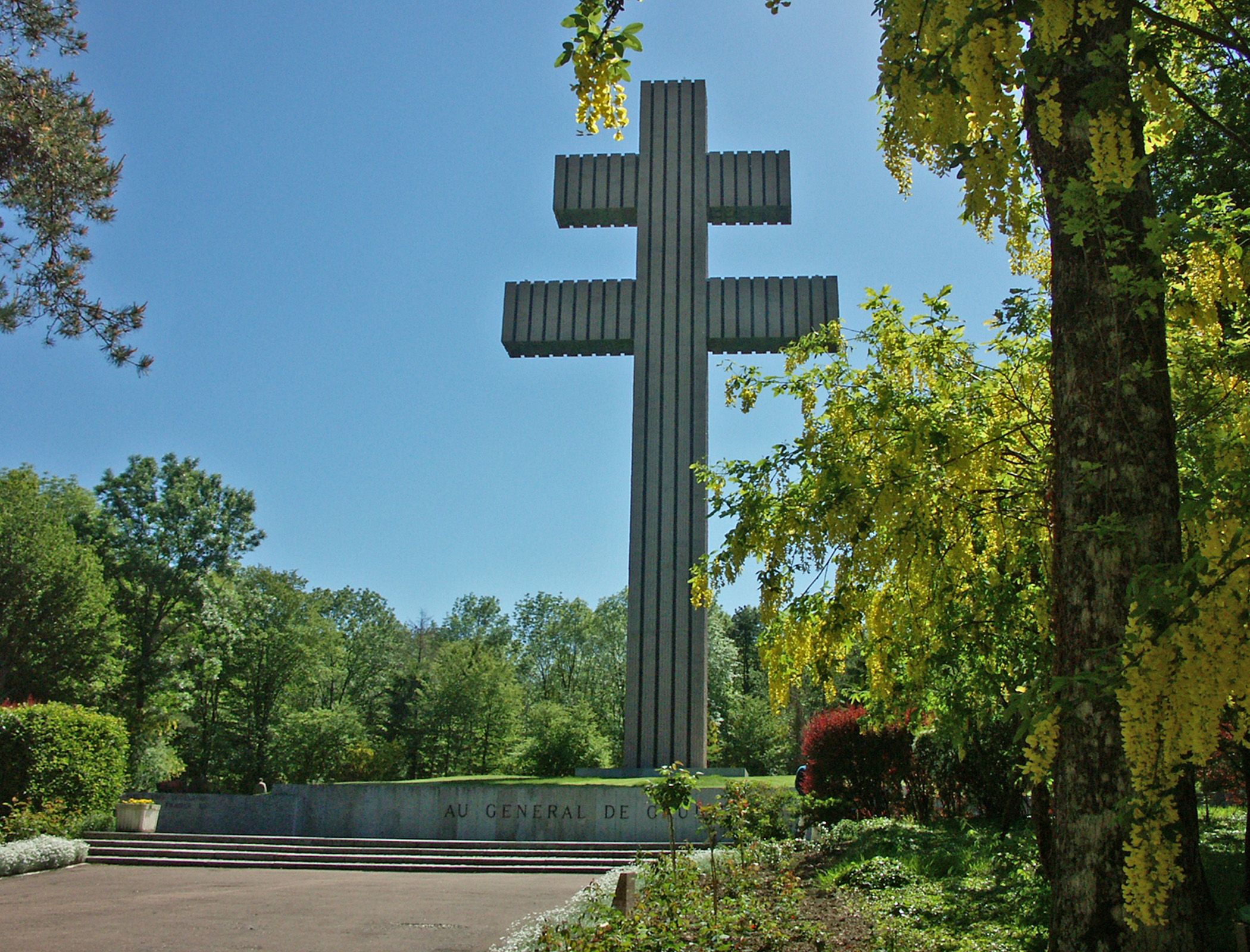
Памятник Шарлю де Голлю в Коломбэ (место его смерти) в виде лотарингского креста высотой 43 м

После франко-прусской войны, когда Эльзас и северная Лотарингия были аннексированы Германией, лотарингский крест для французов стал символом национального реванша. Лотарингский крест конца XIX века приблизился по форме к патриаршему кресту — его нижняя перекладина сместилась в верхнюю половину фигуры, а верхняя перекладина укоротилась. Использовался в качестве эмблемы в известной марке французских автомобилей Lorraine-Dietrich (1896—1935).
В таком виде в июле 1940 лотарингский крест стал символом Свободной Франции. После освобождения страны, с восстановлением традиционных республиканских символов, лотарингский крест стал партийным символом голлистов (так, например, его использует в своей символике Объединение в поддержку республики).
В ВМС Франции флаг с изображением Лотарингского креста используется как почетный гюйс — его несут корабли, названные в честь кораблей Свободной Франции

Флаг Свободной Франции
Медаль Сопротивления
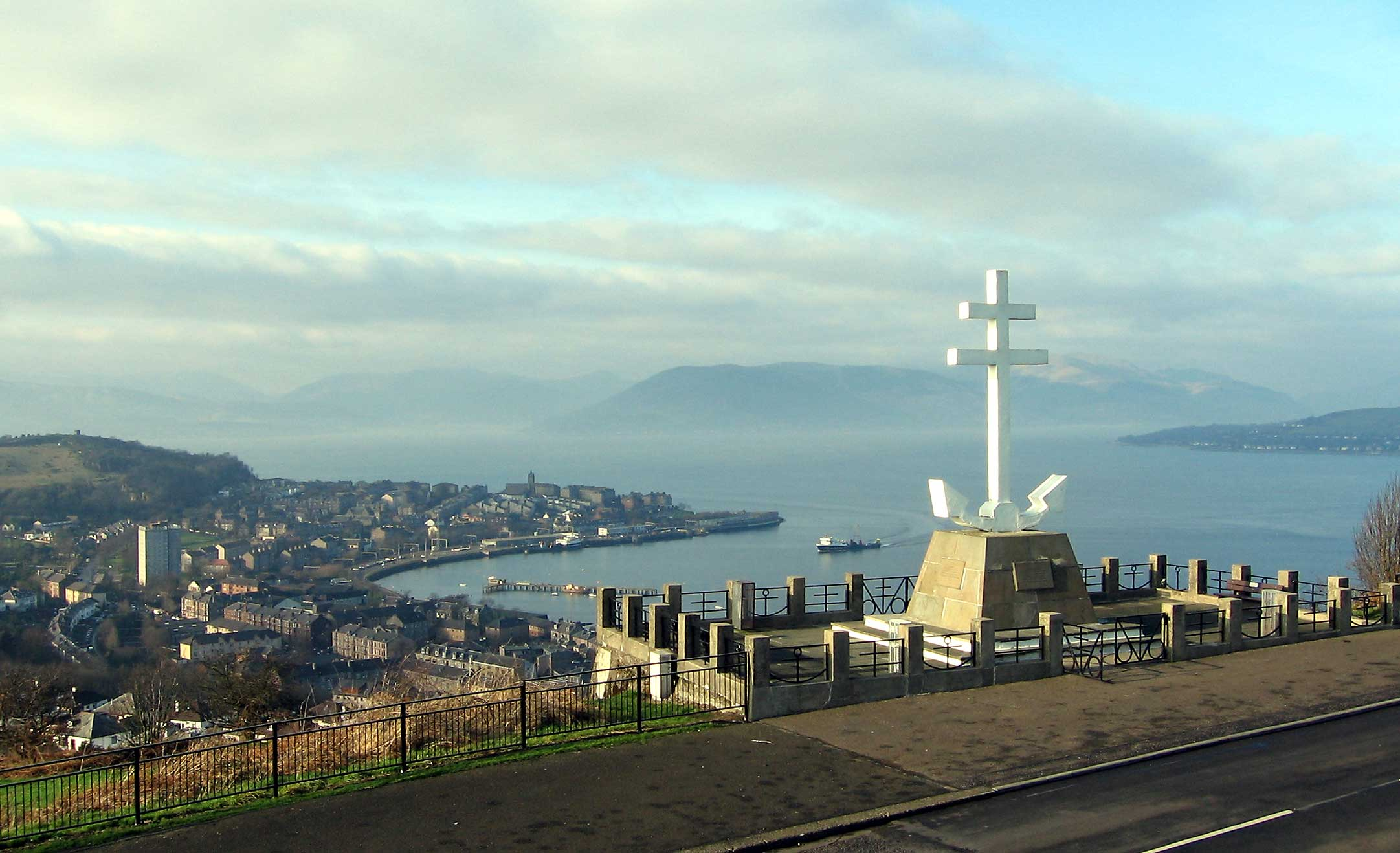
Памятник воинам Свободной Франции в Гриноке
Почетный Гюйс ВМС Франции.

В языке HTML для вывода значка лотарингского креста предусмотрен тег &dagger (‡). В Юникод предусмотрены отдельные коды для лотарингского креста U+2021 (‡) и для патриаршего креста U+2628 (☨).